# لويز كارفاليو
لويز كارفاليو (بالبرتغالية: Luiz Carvalho) هو سباح برازيلي، ولد في 22 مارس 1962 في ساو باولو في البرازيل.

## وصلات خارجية
- لويز كارفاليو على موقع الاتحاد الدولي للسباحة (الإنجليزية)
- لويز كارفاليو على موقع أوليمبيديا (الإنجليزية)